# Jessika van Leeuwen
Jessika van Leeuwen (nascida a 10 de Setembro de 1981) é uma política holandesa do Movimento Agricultor-Cidadão (BBB) que foi eleita membro do Parlamento Europeu em Junho de 2024. O seu partido garantiu duas cadeiras e Van Leeuwen foi o segundo candidato do BBB. Ela foi anteriormente líder do grupo de seu partido no organismo de águas Drents Overijsselse Delta.